# 24e cérémonie des Hong Kong Film Awards
La 24e cérémonie des Hong Kong Film Awards a eu lieu le 27 mars 2005. Les gagnants sont en gras.
Pour fêter les 100 ans du cinéma sinophone, une Liste des 100 meilleurs films chinois est dévoilée lors de la cérémonie.
Les films Crazy Kung Fu de Stephen Chow et 2046 de Wong Kar-wai sont récompensés de six prix chacun,.

## Meilleur film
- Crazy Kung Fu de Stephen Chow
  - 2046 de Wong Kar-wai
  - Breaking News de Johnnie To
  - One Nite in Mongkok de Derek Yee
  - New Police Story de Benny Chan

## Meilleur réalisateur
- Derek Yee (One Nite in Mongkok)
  - Benny Chan (New Police Story)
  - Stephen Chow (Crazy Kung Fu)
  - Johnnie To (Breaking News)
  - Wong Kar-wai (2046)

## Meilleur acteur
- Tony Leung Chiu-wai (2046)
  - Jackie Chan (New Police Story)
  - Stephen Chow (Crazy Kung Fu)
  - Alex Fong Chung-Sun (One Nite in Mongkok)
  - Daniel Wu (One Nite in Mongkok)

## Meilleure actrice
- Zhang Ziyi (2046)
  - Sylvia Chang (20 30 40)
  - Cecilia Cheung (One Nite in Mongkok)
  - Karena Lam (Koma)
  - Yuen Qiu (Crazy Kung Fu)

## Meilleur acteur dans un second rôle
- Yuen Wah (Crazy Kung Fu)
  - Danny Chan Kwok-kwan (Crazy Kung Fu)
  - Jim Chim Sui-Man (Driving Miss Wealthy)
  - Tony Leung Ka-fai (Dumplings: Three...Extremes)
  - Daniel Wu (New Police Story)

## Meilleure actrice dans un second rôle
- Bai Ling (Dumplings: Three...Extremes)
  - Jenny Hu (Yesterday Once More)
  - Candy Lo (Six Strong Guys)
  - Maggie Siu (Breaking News)
  - Kate Yeung (20 : 30 : 40)

## Meilleur scénario
- Derek Yee (One Nite in Mongkok)
  - Wong Kar-wai (2046)
  - Gordon Chan Car-Seung et Chung Kai-Cheong (A-1 Headline)
  - Lillian Lee Bik-Wah (Dumplings: Three...Extremes)
  - Stephen Chow Sing-Chi, Tsang Kan-Cheong, Xin Huo et Chan Man-Kung (Crazy Kung Fu)

## Meilleur nouvel espoir
- Tian Yuan (Butterfly)
  - Teresa Chiang Siu-Wai (Colour Blossoms)
  - Jaycee Fong Cho-Ming (The Twins Effect II)
  - Eva Huang Shengyi (Crazy Kung Fu)
  - Race Wong Yuen-Ling (Ab-normal Beauty)

## Meilleure photographie
- Christopher Doyle, Lai Yiu-Fai et Kwan Pun-Leung (2046)
  - Christopher Doyle (Dumplings: Three...Extremes)
  - Poon Hang-Sang (Crazy Kung Fu)
  - Poon Yiu-Ming (Leaving Me Loving You)
  - Geung Kwok-Man (One Nite in Mongkok)

## Meilleur montage
- Angie Lam On-Yi (Crazy Kung Fu)
  - William Cheung Suk-Ping (2046)
  - David Richardson (Breaking News)
  - Yau Chi-Wai (New Police Story)
  - Cheung Ka-Fai (One Nite in Mongkok)

## Meilleure direction artistique
- William Cheung Suk-Ping et Alfred Yau Wai-Ming (2046)
  - Man Lim-Chung (Colour Blossoms)
  - Hai Chung-Man et Wong Bing-Yiu (Dumplings: Three...Extremes)
  - Wong Yan-Lok et Lam Ching (La Voie du Jiang Hu)
  - Oliver Wong Yui-Man (Crazy Kung Fu)

## Meilleurs costumes et maquillages
- William Cheung Suk-Ping (2046)
  - Yeung Fan et Ho Chi-Leung (Colour Blossoms)
  - Wong Yan-Lok et Kwok Suk-Man (La Voie du Jiang Hu)
  - Shirley Chan Koo-Fong (Crazy Kung Fu)
  - Lei Bik-Kwan (The Twins Effect II)

## Meilleure chorégraphie d'action
- Yuen Woo-ping (Crazy Kung Fu)
  - Li Chung-Chi et Jackie Chan Stuntman Association (New Police Story)
  - Chin Ka-lok (One Nite in Mongkok)
  - Yuen Bun (Throwdown)
  - Corey Yuen Kwai (The Twins Effect II)

## Meilleure musique de film
- Peer Raben et Shigeru Umebayashi (2046)
  - Surender Sodhi (Colour Blossoms)
  - Raymond Wong (Crazy Kung-Fu)
  - Mark Lui Chun-Tak (Leaving Me Loving You)
  - Peter Kam Pui-Tak (One Nite in Mongkok)

## Meilleure chanson
- "Gum Gum Gum" (de McDull, Prince de la Bun) ; littéralement : "Like Like Like" ; Interprétation : The Pancakes
  - "Sun Giu Yuk Gwai" (de The Attractive One) ; littéralement : "Body Proud Flesh Expensive" ; Interprétation : Joey Yung Tso-Yi
  - "Tiu Ching" (de Magic Kitchen) ; littéralement : "If Something Happens to You" ; Interprétation : Sammi Cheng Sau-Man
  - "Leung Gor Yun Dik Yin For" (de Leaving Me Loving You) ; littéralement : "Mix Love" ; Interprétation : Sammi Cheng Sau-Man
  - "Yu Gor Nei Yau Si" (de Yesterday Once More) ; littéralement : "If Something Happens to You" ; Interprétation : Sammi Cheng Sau-Man

## Meilleur son
- Steven Ticknor, Steve Burgess, Rob Mackenzie et Paul Pirola (Crazy Kung-Fu)
  - Claude Letessier et Tu Du-Chih (2046)
  - Kinson Tsang Kin-Cheung (Koma)
  - Kinson Tsang Kin-Cheung (New Police Story)
  - Lip Kei-Wing et Chan Chun-Bong (One Nite in Mongkok)

## Meilleurs effets visuels
- Frankie Chung Chi-Hung, Don Ma Wing-On, Tam Kai-Kwun et Franco Hung Lau-Leung (Crazy Kung-Fu)
  - Guillaume Raffi, Sonia Holst, Nadir Benhassaine et Nicolas Bonnell (2046)
  - Narin Visitak (Ab-normal Beauty)
  - Wong Won-Tak et Ho Chi-Fai (New Police Story)
  - Wong Won-Tak, Wong Won-Hin et Yu Kwok-Leung (The Twins Effect II)

## Meilleur film asiatique
- Old Boy ( Corée du Sud)
  - House of Flying Daggers ( Chine)
  - Quill (en) ( Japon)
  - A World Without Thieves ( Chine)
  - Zatoichi ( Japon)

## Meilleur nouveau réalisateur
- Wong Ching-Po (La Voie du Jiang Hu)
  - Barbara Wong Chun-Chun (Six Strong Guys)
  - Yuen Kin-Toh (McDull, Prince de la Bun)

## Lifetime Achievement Awards
- Jackie Chan
- Yu Mo-Wan

## Cinéma chinois "Star du siècle"
- Bruce Lee